# T-Bone Blues
T-Bone Blues — альбом-компіляція американського блюзового гітариста Ті-Боун Вокера, випущена у 1960 році лейблом Atlantic Records. Включає матеріал, записаний упродовж трьох різних сесій 1955, 1956 і 1957 років.

## Опис
Альбом-збірка блюзового гітариста Ті-Боун Вокера включає у себе три різні сесії 1955, 1956 і 1957 років. Atlantic записав Вокера у Чикаго в 1956 році («Why Not» і «Papa Ain't Salty»). На сесіях 1956—57 років в Лос-Анджелесі була записана інструментальна композиція «Two Bones and a Pick» (на якій Вокер грає разом з племінником Р. С. Ренкіном і джазменом Барні Кесселом).

## Список композицій
1. «Two Bones and a Pick» (Ті-Боун Вокер) — 2:47
2. «Mean Old World» (Майкл Голдсен, Ті-Боун Вокер) — 4:05
3. «T-Bone Shuffle» (Ті-Боун Вокер) — 2:47
4. «Stormy Monday Blues» (Ті-Боун Вокер) — 3:03
5. «Blues For Marili» (Ті-Боун Вокер) — 4:18
6. «T-Bone Blues» (Ті-Боун Вокер) — 3:35
7. «Shufflin' the Blues» (Ті-Боун Вокер) — 3:20
8. «Evenin'» (Гаррі Вайт, Мітчелл Періш) — 2:37
9. «Play On Little Girl» (Ті-Боун Вокер) — 2:29
10. «Blues Rock» (Ті-Боун Вокер) — 2:41
11. «Papa Ain't Salty» (Гровер Мак-Деніел, Ті-Боун Вокер) — 2:45

## Учасники запису
- Ті-Боун Вокер — гітара, вокал
- Барні Кессел (1, 8, 10), Р. С. Рескін (1, 8, 10) — гітара
- Плес Джонсон (1, 8, 10), Едді Чемблі (3, 9, 11) — тенор-саксофон
- Ендрю «Гун» Гарднер — альт-саксофон (3, 9, 11)
- Мак-Кінлі Істон — баритон-саксофон (3, 9, 11)
- Ллойд Гленн (2, 4, 5, 6, 7) Рей Джонсон (1, 8, 10), Джон Янг (3, 9, 11) — фортепіано
- Біллі Геднотт (2, 4, 5, 6, 7), Джо Комфорт (1, 8, 10), Ренсом Ноулінг (3, 9, 11) — контрабас
- Ерл Палмер (1, 8, 10), Отіс Лі Бредлі (2, 4, 5, 6, 7) — ударні

Технічний персонал
- Несухі Ертегюн — продюсер
- Вільям Клекстон — фотографія
- Ральф Дж. Глісон — текст
- Марвін Ізраел — дизайн обкладинки